# Bryce Harper
Pour les articles homonymes, voir Harper.
Bryce Aron Max Harper (né le 16 octobre 1992 à Las Vegas, Nevada, États-Unis) est un joueur de champ extérieur des Phillies de Philadelphie de la Ligue majeure de baseball.
Il fait ses débuts avec les Nationals en 2012 et est élu recrue de l'année dans la Ligue nationale.
En 2015, il est unanimement élu joueur par excellence de la Ligue nationale.

## Carrière
Joueur au College of Southern Nevada et gagnant en 2010 du prix Golden Spikes du meilleur joueur collégial des États-Unis alors qu'il évolue au poste de receveur, Bryce Harper est le premier choix du repêchage 2010 de la Ligue majeure de baseball. Il est sélectionné par les Nationals de Washington. En août, il signe avec l'équipe un contrat de 9,9 millions de dollars pour 5 ans. C'est la deuxième année consécutive que les Nationals mettent la main sur un premier choix très estimé, après Stephen Strasburg en 2009.
Baseball America considère Bryce Harper le meilleur espoir du baseball au début des saisons 2011 et 2012. Au début 2012, MLB.com classe Harper deuxième meilleur prospect après Matt Moore des Rays de Tampa Bay.

### Saison 2012

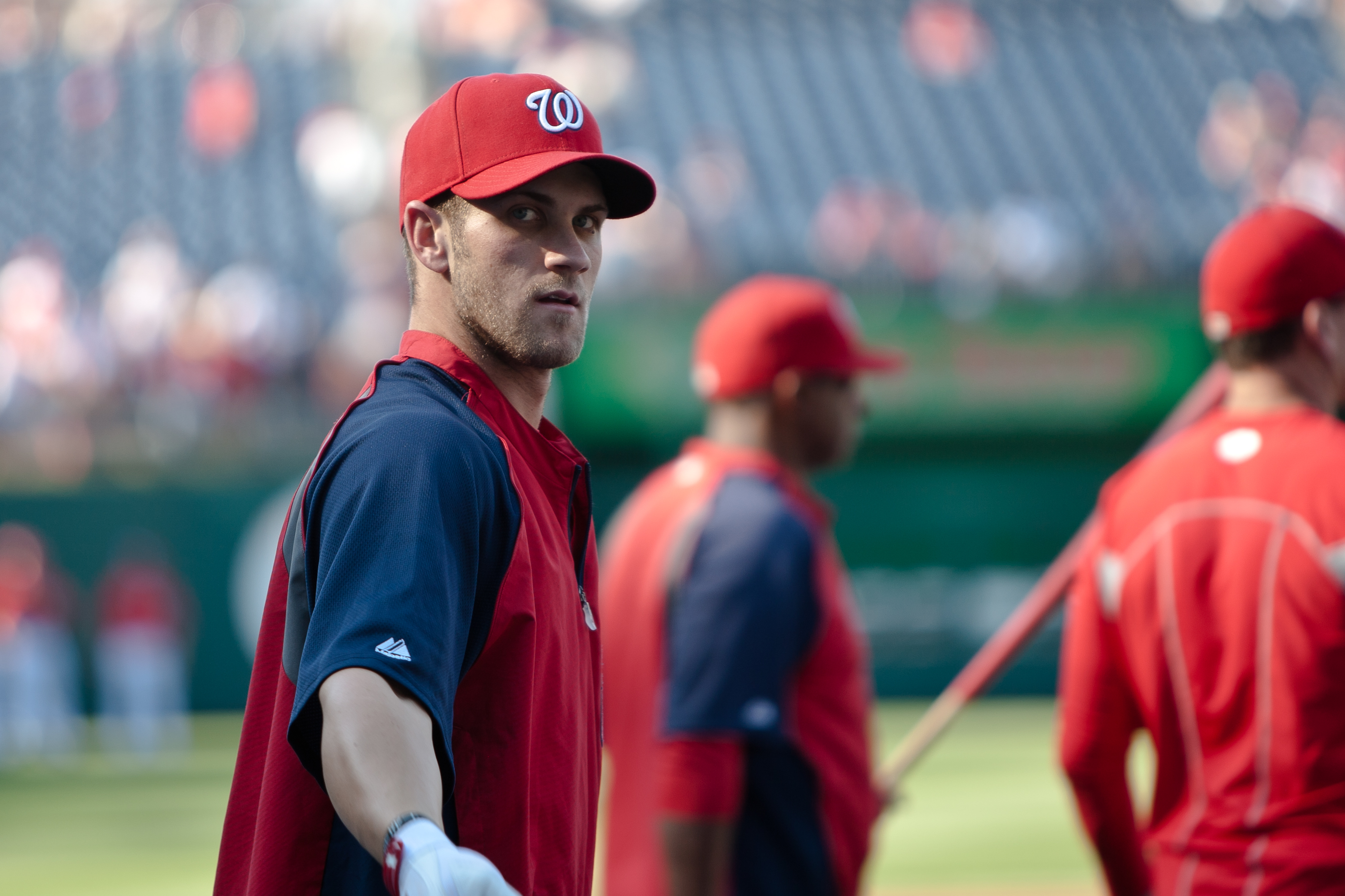
Bryce Harper en mai 2012.

Le 27 avril 2012, les Nationals rappellent Harper, 19 ans, du club-école de Syracuse pour remplacer Ryan Zimmerman, placé sur la liste des joueurs blessés. Il fait ses débuts dans les majeures le 28 avril au Dodger Stadium et frappe à son troisième passage au bâton son premier coup sûr, un double aux dépens du lanceur Chad Billingsley des Dodgers de Los Angeles. Harper récolte plus tard dans la partie un premier point produit grâce à un ballon sacrifice.
Le 6 mai 2012, Harper est atteint par un lancer de Cole Hamels des Phillies de Philadelphie. Quelques instants plus tard, Harper marque en volant le marbre aux dépens de Hamels et de la défensive des Phillies L'incident ne suscite aucune réaction en cours de match, mais après la partie Hamels déclare avoir volontairement atteint Harper pour lui « souhaiter la bienvenue » dans les grandes ligues. Le lanceur des Phillies reçoit une suspension de 5 parties et ses déclarations entraînent les vives critiques du manager général des Nationals, Mike Rizzo.
Harper frappe son premier circuit en carrière aux dépens de Tim Stauffer des Padres de San Diego le 14 mai à Washington.
Il est nommé meilleure recrue du mois de mai dans la Ligue nationale avec 29 coups sûrs en 28 parties, 4 circuits et 10 points produits. Il reçoit le même honneur en septembre après une performance de 35 coups sûrs, 7 circuits, 7 doubles, 26 points marqués, une moyenne au bâton de ,330 et une moyenne de puissance de ,651.
Il termine sa première saison avec 22 circuits, 59 points produits, 18 buts volés et une moyenne au bâton de ,270 en 139 parties jouées. Harper est élu de justesse recrue de l'année dans la Ligue nationale, remportant par seulement sept points un vote serré devant le lanceur Wade Miley des Diamondbacks de l'Arizona.

### Saison 2013

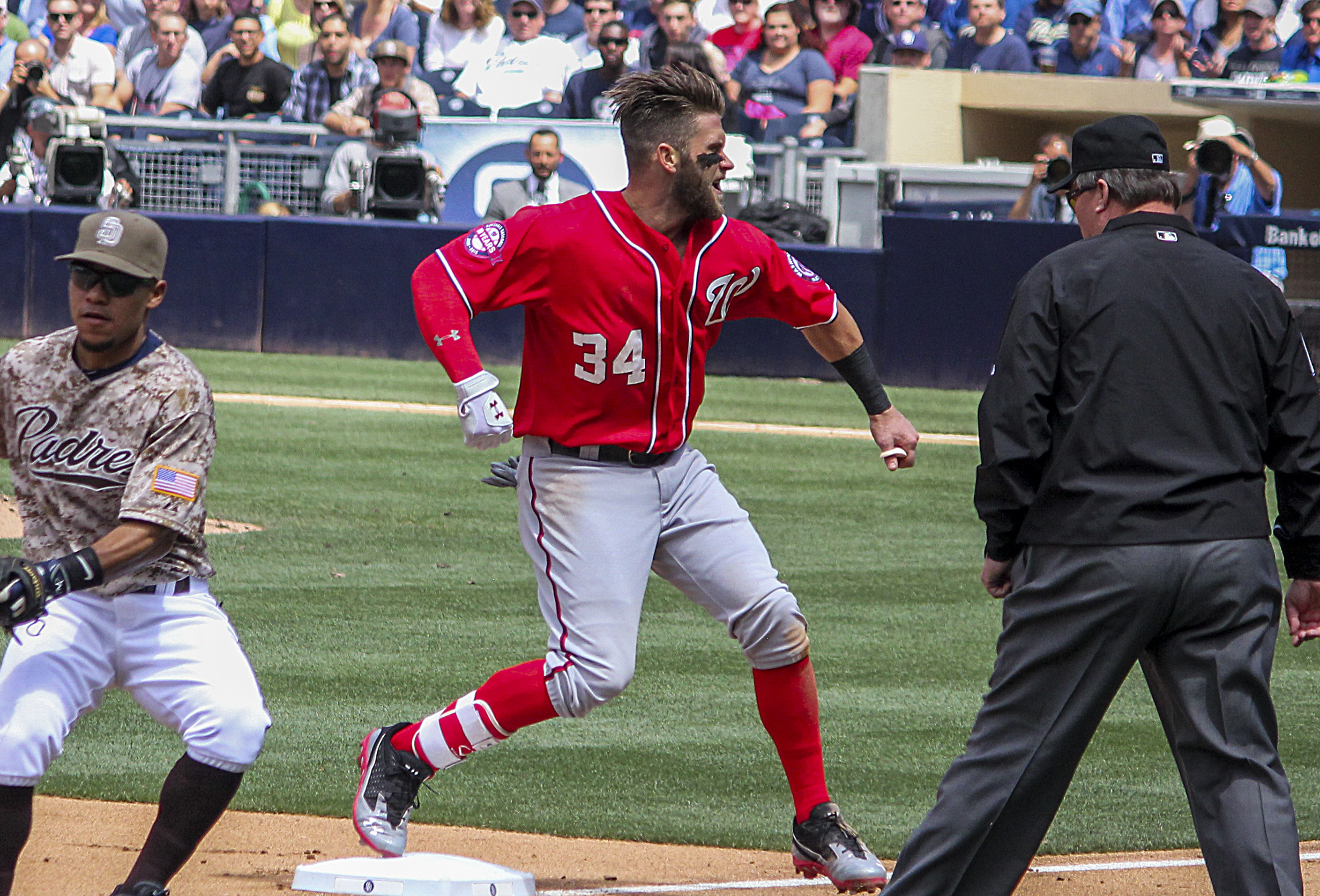
Bryce Harper en 2015 dans un match contre San Diego.

Le 1er avril 2013, les Nationals jouent leur match d'ouverture de la saison à Washington contre les Marlins de Miami. Harper frappe des coups de circuit à ses deux premiers passages au bâton. À 20 ans, Harper est le plus jeune joueur de l'histoire à frapper deux circuits dans le match d'ouverture de son équipe, et le 4e plus jeune à frapper un circuit dans un match d'ouverture après Robin Yount (19 ans), Tony Conigliaro (20 ans en 1965) et Ken Griffey, Jr. (20 ans en 1990). Une bursite au genou gauche lui fait manquer 31 matchs de suite des Nationals jusqu'à son retour au jeu le 1er juillet.

### Saison 2015
Bryce Harper est élu joueur par excellence de la Ligue nationale en 2015. À 23 ans, il est le 4e plus jeune joueur des majeures à recevoir cet important honneur, le 3e plus jeune dans la Ligue nationale, et le plus jeune à avoir été unanimement choisi joueur de l'année.
Le 6 mai 2015 à Washington, Harper frappe trois circuits dans un même match lors d'une victoire des Nationals sur Miami.
En mai 2015, Harper établit un record des Nationals avec 13 circuits en un seul mois, ce qui lui vaut le titre de meilleur joueur du mois dans la Ligue nationale.

### Saison 2018
Le 16 juillet 2018, Bryce Harper participe au Home Run Derby (en) au Nationals Park (Washington D.C) où devant un stade plein, accompagné de son père au lancer, il frappe un total de 45 coups de circuits et en finit vainqueur.

### Saison 2019
Le 28 février 2019, Bryce Harper signe un contrat de 330 millions d'une durée de 13 années avec les Phillies de Philadelphie.

## Salaires
Les gains de Bryce Harper en MLB sont les suivants :
| Saison | Équipe                   | Salaire      |
| ------ | ------------------------ | ------------ |
| 2011   | Nationals de Washington  | 500 000 $    |
| 2012   | Nationals de Washington  | 500 000 $    |
| 2013   | Nationals de Washington  | 2 000 000 $  |
| 2014   | Nationals de Washington  | 2 150 000 $  |
| 2015   | Nationals de Washington  | 2 500 000 $  |
| 2016   | Nationals de Washington  | 5 000 000 $  |
| 2017   | Nationals de Washington  | 13 625 000 $ |
| 2018   | Nationals de Washington  | 21 625 000 $ |
| 2019   | Phillies de Philadelphie | 11 538 462 $ |
| 2020   | Phillies de Philadelphie | 27 538 461 $ |
| 2021   | Phillies de Philadelphie | 27 538 462 $ |
| 2022   | Phillies de Philadelphie | 27 538 461 $ |